# Branca cadet

Escut de la casa de York, una de les branques cadets de la casa de Plantagenet

Una branca cadet es compon dels descendents de filiació patrilineal dels fills joves (cadets) d'un monarca o patriarca. En les dinasties governants i les nissagues nobles de bona part d'Àsia i Europa, el gros de les possessions d'una família (regnes, títols, feus, propietats i ingressos) han passat tradicionalment del pare al fill primogènit (primogenitura). En canvi, els fills més joves, o cadets, solien heretar molts menys diners i molta menys autoritat (per exemple, un apanatge) que poguessin transmetre a les futures generacions.